# Betizu (EITB)
Betizu fue un programa contenedor (espacio televisivo) infantil y juvenil en euskera de la cadena vasca ETB1. Fue un espacio emitido entre los años 2001 y 2011. Fue sustituido por el espacio televisivo Hiru3 (2011-actualidad).
El espacio televisivo se emitía en las cadenas ETB1, ETB3, Canal Betizu y Canal Betizu+2 (esta dos últimas por cable).
El espacio televisivo Betizu supuso un éxito para la gran mayoría de la generación de niños nacidos en los 90.

## El espacio Betizu
El espacio Betizu tuvo distintos presentadores como Nerea Alias, Jon Gomez, Iban Garate, Ilaski Serrano, Joseba Olagarai o Unai Iparragirre. Este espacio se emitía durante prácticamente toda la mañana y parte de la tarde y constaba de un contenido variado: dibujos animados, series, concursos, programas y otros.
Como espacio infantil y juvenil, creó varios productos y proyectos dirigidos a este público. Entre ellos:
- El Club Betizu (Betizu Kluba), un club dirigido a los niños con actividades infantiles
- Betizu Taldea - BT (Grupo Betizu), un grupo de música que alcanzó una gran notoriedad, en especial por exitosas canciones como «Lokaleko leihotik» o «Esaidazu»
- Festival Betizu (Betizu Jaialdia), un festival infantil y juvenil con conciertos, actividades y otros[3][4]
- Giras y espectáculos

Como otros espacios televisivos infantiles, Betizu creó muchos proyectos para niños como películas, clubs, espectáculos de teatro (Betizu Izar artean  traducido como Betizu entre las Estrellas o Betizu Bizi-Bizi, Betizu en directo), concursos de canto para niños... De todo ello salieron artistas y grupos musicales famosos en el País Vasco y Navarra además de otros productos como discos o juguetes.
El programa fue producido por Baleuko y EITB Media. El guionista coordinador del programa fue Xegun Altolagirre, quien más tarde asumiría la labor de director del programa contenedor, y el director fue Juanjo Elordi. El nombre del programa viene por la raza de vaca autóctona vasca Betizu y que también significa Beti-Zu (en euskera traducido como Siempre Tú, "Beti" siempre y "Zu" tú), por eso la "Z" se estilizaba en mayúsculas.
El espacio televisivo Betizu supuso un éxito para toda una generación de niños nacidos en los 90.
El contenedor Betizu sustituyó al anterior programa llamado Super Bat en 2001 y en 2011 el espacio televisivo Betizu fue sustituido por Hiru3, el nuevo espacio contenedor infantil de EITB.